# جون تايلور (سياسي أمريكي، مواليد 1770)
جون تايلور (بالإنجليزية: John Taylor)‏ هو محامي وسياسي أمريكي، ولد في 4 مايو 1770 في كارولاينا الجنوبية في الولايات المتحدة، وتوفي في 16 أبريل 1832 في كامدن في الولايات المتحدة. نشط حزبياً في الحزب الجمهوري الديمقراطي.

## مناصب
- انتخب حاكم كارولينا الجنوبية [الإنجليزية]‏ (9 ديسمبر 1826 – 10 ديسمبر 1828).
- انتخب عضو مجلس نواب كارولاينا الجنوبية.
- انتخب عضو مجلس ولاية كارولاينا الجنوبية.
- انتخب عضو مجلس النواب الأمريكي عن دائرة South Carolina's 4th congressional district [الإنجليزية]‏ (4 مارس 1807 – 30 ديسمبر 1810).
- انتخب عضو مجلس الشيوخ الأمريكي (31 ديسمبر 1810 – 1 نوفمبر 1816).